# André Diligent
André F.E. Diligent (ur. 10 maja 1919 w Roubaix, zm. 3 lutego 2002 w Villeneuve-d’Ascq) – francuski polityk i prawnik, wieloletni senator i deputowany krajowy, poseł do Parlamentu Europejskiego I kadencji.

## Życiorys
Jego ojciec Victor był politykiem chadeckim i działaczem ruchu katolickiego Sillon. W 1937 rozpoczął studia prawnicze na Université de Lille, ukończył je w Marrakeszu. Podczas II wojny światowej zmobilizowany do wojska, przebywał na terenie dzisiejszego Maroka. W 1942 powrócił do Francji, pracował w związku zawodowym. Podjął działalność w lokalnym ruchu oporu, został zastępcą komisarza regionu Lille. Po wojnie uzyskał uprawnienia adwokata i praktykował w tym zawodzie, był także wydawcą lokalnego pisma „Nord Éclair”. Opublikował trzy książki
Działał w Ludowym Ruchu Republikańskim, Centrum Demokratycznym (wiceprezes) i Centrum Demokratów Społecznych (sekretarz generalny w latach 1977–1983). Następnie przystąpił do federacyjnej Unii na rzecz Demokracji Francuskiej. Od 1947 zasiadał w radzie miejskiej Roubaix, dwukrotnie pełnił funkcję zastępcy mera. W kadencji 1958–1962 członek Zgromadzenia Narodowego, zaś w latach 1965–1974 i 1983–2001 należał do Senatu. W 1979 wybrano go posłem do Parlamentu Europejskiego, był członkiem prezydium Europejskiej Partii Ludowej. Od 1983 do 1994 pełnił funkcję mera Roubaix, zrezygnował z niej z powodów zdrowotnych.